# Cartamundi
Die Cartamundi Group ist ein Unternehmen mit Sitz in Turnhout, Belgien, das über seine Produktions- und Vertriebstöchter Brettspiele, Kartenspiele, Sammelkarten, Pakete und Spielkarten herstellt, produziert und verkauft. Der Name des Unternehmens bedeutet auf Latein ‚Karten für die Welt‘. Das Unternehmen ist einer der weltweit größten Spielkartenhersteller. Das Unternehmen unterhält außerdem Produktionsstätten in Canvey Island (Großbritannien), Altenburg (Deutschland), Krakau (Polen), Mumbai (Indien), Sōka (Japan) und Dallas (Texas, USA). 2015 erwarb das Unternehmen die Brettspielfabriken von Hasbro in Waterford, Irland (die nun bis August 2023 schließen und 235 Arbeitsplätze kosten werden) sowie in East Longmeadow, Massachusetts, USA.
Anfang bis Mitte der 1990er Jahre produzierte Cartamundi Sammelkartenspiele für andere Unternehmen. Ihre belgische Fabrik druckte frühe Ausgaben von Magic: The Gathering für Wizards of the Coast sowie Star-Trek-Spiele von Decipher und druckt derzeit auch nicht-englischsprachige Ausgaben von Magic. Englische Magic-Sets werden in Dallas gedruckt.

## Geschichte

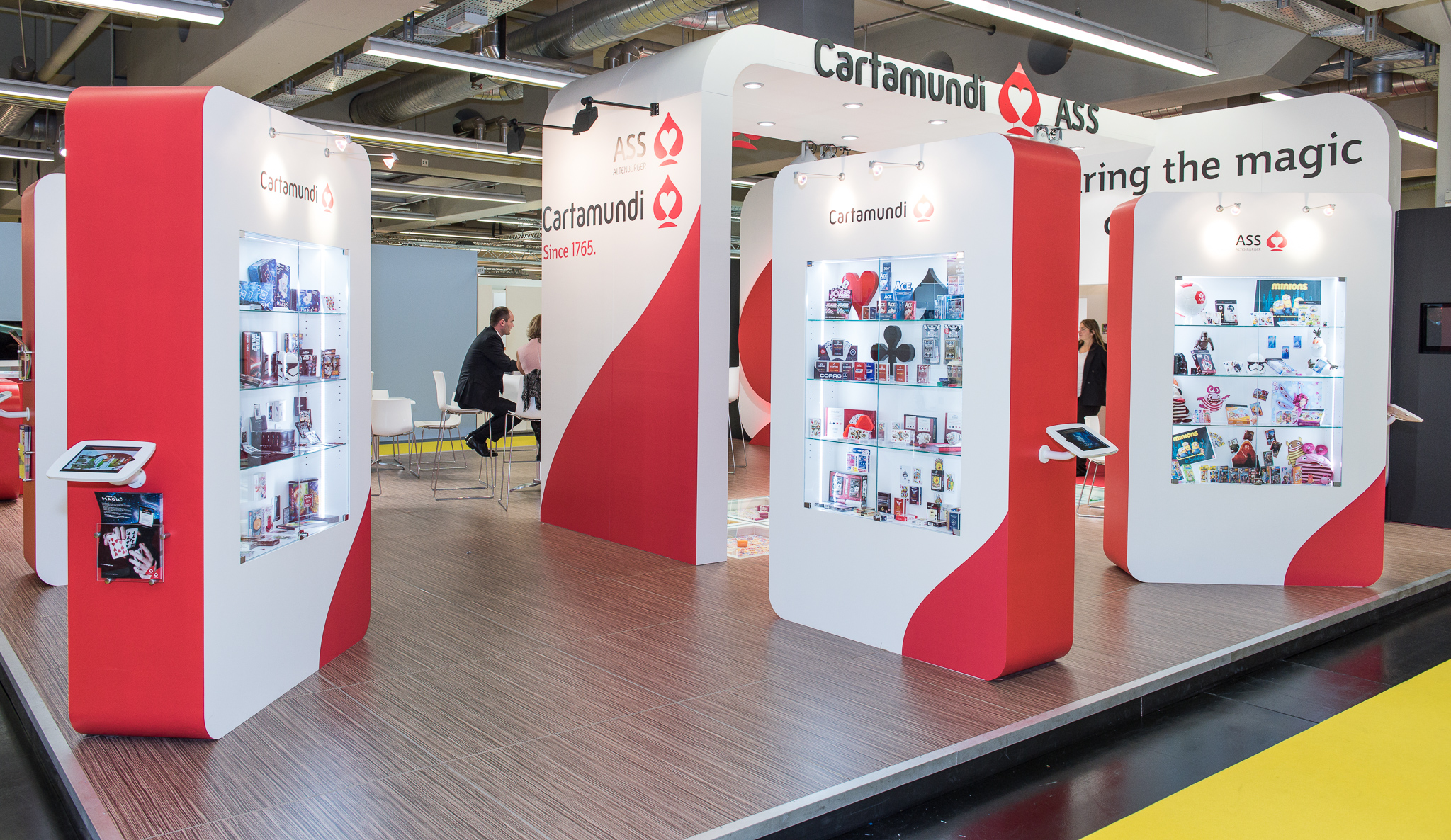
Cartamundis Stand auf der Nürnberger Spielwarenmesse 2016.

Das Unternehmen wurde 1970 als Joint Venture von Biermans, Brepols und Van Genechten gegründet.
Cartamundi hat seit 1970 weltweit über ein Dutzend internationale Vertriebsniederlassungen aufgebaut. Frankreich 1993, USA 1994, Niederlande und Schweden 1999, Ungarn 2000, Singapur und Spanien 2002, Österreich 2005, Italien 2010 und die Türkei 2011. Die anderen Niederlassungen wurden durch die Übernahme anderer Unternehmen gegründet. Cartamundi erwarb AGMüller (Schweiz) im Jahr 1999, Altenburger und Stralsunder Spielkarten (Deutschland) im Jahr 2000, Spielkartenfabrik Altenburg (Deutschland) im Jahr 2002, Games & Print Services, Ltd (Großbritannien) im Jahr 2003, Dertor (Polen) und Copag (Brasilien) im Jahr 2005, Yaquinto Publications (USA) im Jahr 2007, 50 % von Parksons Games & Sports (Indien) im Jahr 2010, Marigó (Spanien) im Jahr 2011, France Cartes im Jahr 2014, Naipes Heraclio Fournier (Spanien) und die United States Playing Card Company im 2019.